# Decipha trifidus
Decipha trifidus är en insektsart som beskrevs av Medler 1988. Decipha trifidus ingår i släktet Decipha och familjen Ricaniidae. Inga underarter finns listade i Catalogue of Life.